# 诺曼底地区孔代
诺曼底地区孔代（法語：Condé-en-Normandie，法語發音：[kɔ̃de ɑ̃ nɔʁmɑ̃di]）是法国卡尔瓦多斯省的一个市镇，属于维尔区。该市镇于2016年由原市镇努瓦罗河畔孔代、拉沙佩勒昂热尔博、普鲁西、圣日耳曼迪克里尤、圣皮埃尔拉维埃耶合并而成，行政中心位于努瓦罗河畔孔代。

## 地理
诺曼底地区孔代（48°51'3"N, 0°33'0"W）面积62.98 平方千米，位于法国诺曼底大区卡爾瓦多斯省，该省份为法国西北部沿海省份，北濒大西洋英吉利海峡，东北与滨海塞纳省以海上边界相接，东临厄尔省，南至奧恩省，西与芒什省接壤。市镇蓬泰库朗全境位于诺曼底地区孔代，是诺曼底地区孔代的一块内飞地。
与诺曼底地区孔代接壤的市镇（或旧市镇、城区）包括：圣但尼德梅雷、努瓦罗河畔蒙蒂伊、圣皮埃尔迪勒加尔、瓦尔达利耶尔、莱蒙多奈、泰尔德德吕昂斯、佩里尼、卡利尼、蒙西、蓬泰库朗、科维尔、圣朗贝尔、拉维莱特、克莱西。
诺曼底地区孔代的时区为UTC+01:00、UTC+02:00（夏令时）。

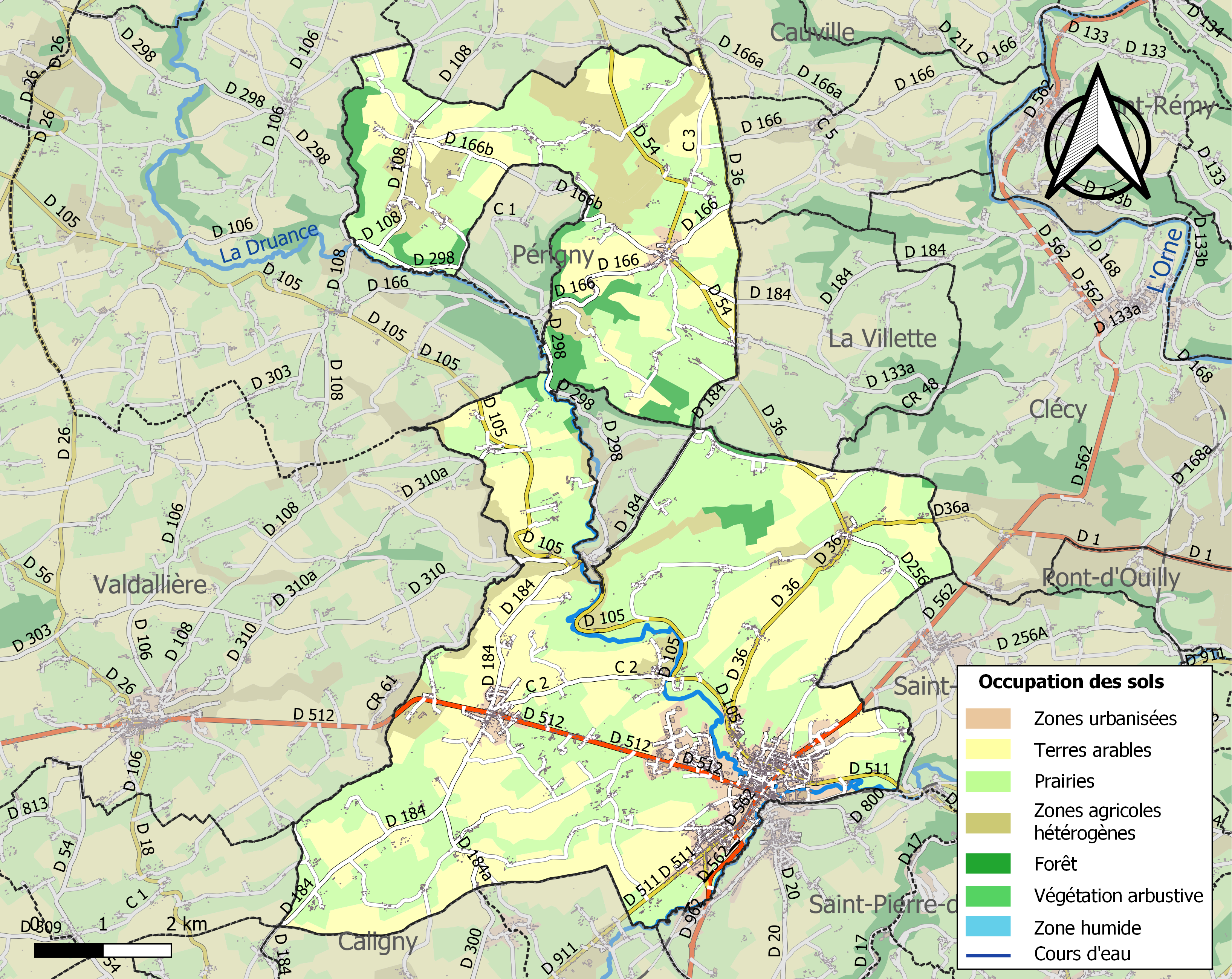
诺曼底地区孔代的OSM定位图

## 行政
诺曼底地区孔代的邮政编码为14110、14770，INSEE市镇编码为14174。

## 政治
诺曼底地区孔代所属的省级选区为诺曼底地区孔代县，同时也是该县的中央投票站所在地。

## 人口
诺曼底地区孔代于2022年1月1日时的人口数量为6018人。